# Handbol d'onze

Dimensions d'un camp d'handbol a onze jugat amb 11 jugadors als Jocs Olímpics d'estiu de 1936 en comparació amb un camp de futbol.

L'handbol d'onze (també conegut com handbol a onze) és una modalitat d'handbol practicada en exteriors.
És una modalitat de joc practicada en un camp de joc de gespa de 90 a 110 m de llargada i de 55 a 65 m d'amplada entre dos equips de deu jugadors de camp i un porter. El camp té dues línies paral·leles a 35 metres des de la línia de gol, que divideix el camp en 3 seccions; cada secció pot tenir fins a 6 jugadors de cada equip. L'àrea de la porteria és una línia semicircular amb un radi de 13 metres i la marca del punt de penal a 14 metres des de la porteria. La porteria té 7,32 metres d'ample i 2,44 metres d'alçada. El joc es juga amb la mateixa pilota que l'handbol de set per dos equips d'11 jugadors (més 2 reserves) i dos períodes de 30 minuts cadascun.
La modalitat d'handbol d'onze fou la més popular al món fins als anys seixanta del segle xx, quan anà essent substituïda per la modalitat de set. En la modalitat d'onze se celebrà la prova d'handbol als Jocs Olímpics d'estiu de 1936, i els campionats del món es disputaren fins a l'any 1966. Les regles de l'handbol d'onze s'estandarditzaren el 1926 i foren la base per reglamentar l'handbol de set.
A Catalunya fou un esport molt popular a les dècades de 1940 i 1950, quan es disputà el Campionat de Catalunya d'handbol d'onze.

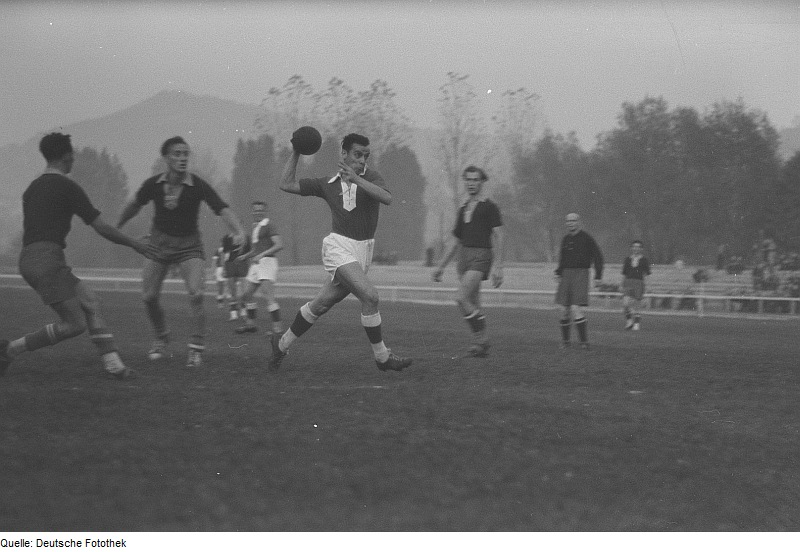
Partit d'handbol a 11 a Jena, Alemanya, en 1953.